# برایان ماچوکا
برایان ماچوکا (انگلیسی: Brian Machuca؛ زادهٔ ۲ مارس ۱۹۹۵) بازیکن فوتبال اهل آرژانتین است.
وی همچنین در تیم ملی فوتبال زیر ۲۳ سال آرژانتین بازی کرده‌است.